# Andrew Chael
Andrew Chael es un astrofísico estadounidense que utiliza algoritmos para inferir las propiedades de la imagen de las regiones cercanas al horizonte, o "sombras", de los agujeros negros supermasivos mediante la comparación con los datos observacionales. Es miembro del Event Horizon Telescope (EHT) Collaboration, siendo parte del equipo que en abril de 2019 capturó la primera imagen de un agujero negro en la galaxia elíptica gigante M87. Chael también utiliza simulaciones magnetohidrodinámicas relativistas generales como KORAL para inferir las características de las sombras de los agujeros negros hasta ahora no observadas como parte de su trabajo.

## Biografía
Nació en 1991 en Alburquerque, Nuevo México. Curso sus estudios superiores en el Carleton College, en Northfield, donde se graduó con una licenciatura en física en 2013. Se graduó en la Universidad de Harvard con un doctorado en física en 2019, con su disertación sobre "Simulación y obtención de imágenes de los flujos de acreción de los agujeros negros supermasivos" relacionada con su trabajo en el telescopio Event Horizon. Actualmente es becario Einstein del Programa de Becas Hubble de la NASA (NHFP) en el Centro de Ciencia Teórica de la Universidad de Princeton.

### Investigación
Chael desarrolló el rápido y versátil software eht-im (EHT Imaging), que puede generar imágenes a partir de datos sintéticos en segundos utilizando una cpu, por ejemplo, en un ordenador portátil. Después de que el EHT utilizara cuatro equipos independientes para reconstruir a ciegas los datos de M87 utilizando algoritmos de máxima verosimilitud regularizada y algoritmos CLEAN, se aplicó el EHT Imaging Pipeline de Chael a los datos sintéticos en comparación con los datos reales para extraer los parámetros de M87, como el tamaño del anillo y la asimetría, de un espacio de 37.500 combinaciones de parámetros. Otras pipelines utilizadas por EHT para M87 son DIFMAP (1.008 combinaciones de parámetros exploradas) y SMILI (10.800 combinaciones de parámetros exploradas).
Está muy condecorado dentro de la Colaboración del Telescopio Event Horizon, siendo el único miembro que ha ganado tanto el Premio a la Tesis Doctoral Sobresaliente como el Premio a la Carrera Temprana.

### Vida personal
Chael es abiertamente gay.